# Донс, Элисабет
Элисабет Донс (дат. Elisabeth Caroline Cathrine Dons, 19 апреля 1864 — 2 мая 1942) — датская оперная певица (меццо-сопрано).

## Биография
Элисабет Донс родилась в 1864 г. в Бьергстеде (Зеландия). Она была дочерью землевладельца капитана Юлиуса Донса и Августы Марианы Сиверс.
По рекомендации друга семьи родители записали Элисабет в Королевскую Датскую консерваторию. Здесь она обучалась у лучших оперных певиц — Леокадии Герлах и Софи Келлер. Услышав пение Элисабет, Йохан Свенсен, в то время возглавлявший Датский королевский оркестр, пригласил её закончить обучение в Королевском театре у Эмиля Поульсена.
В возрасте 21 года Элисабет дебютировала в опере «Трубадур» Верди в роли Азучены, и за лёгкость, с которой она переходила из одного регистра в другой, сразу же получила признательные отзывы в газетах. Одной из её успешных ролей была Амнерис в «Аида» Верди. Стройная фигура Элисабет, её аристократическая внешность, взрывной темперамент и виртуозное исполнение роли египетской принцессы вдохновили Йенса Виллумсена создать её скульптуру для фойе театра.
В 1888 г. в возрасте 24 лет Элисабет получила звание королевской камерной певицы, что ставит её в один ряд с другими звёздами датской оперной сцены, в частности, с Бетти Хеннингс.
Благодаря финансовой поддержке Эдварда Фаллесена Элисабет смогла поехать в Париж, где училась вокалу у Матильды Маркезе и смогла брать верхние ноты, обычно исполняемых сопрано. Дезире Арто учила её сценическому мастерству. Благодаря этому Элисабет с успехом исполнила роль Джульетты в «Ромео и Джульетта» Гуно, особенно удачно показав финальную сцену. Из-за аристократичности её облика главная роль в «Кармен» Бизе удалась ей хуже.
С возрастом высокие ноты давались Элисабет с трудом, и она пела контральто, например, роль Аэндорской волшебницы в Saul og David Карла Нильсена. Последняя роль, которую она исполнила, была партия Орфея в «Орфее и Эвридики» Глюка.
Покинув оперную сцену, Элисабет Донс преподавала пение. В 1915 г. она была награждена медалью Ingenio et Arti. Остаток жизни прожила во Фредериксберге с Йоханной Фейлберг. Среди её друзей были Анна Мари Карл-Нильсен, Йенс Виллумсен, Софус Клауссен, Вильгельм Ваншер.
Элисабет Донс умерла в 1942 г. и похоронена в Фредериксберге.